# CBM-500-Serie
Die Computer von Commodore aus der CBM-500-Serie wurden zum Ende der 1970er Jahre konzipiert. Sie waren als Nachfolger der erfolgreichen „PET“-Computer („Personal Electronic Transactor“) gedacht (der Begriff „PC“ / „Personal Computer“ war zu jener Zeit noch nicht Allgemeingut; er setzte sich erst ab 1981 mit dem IBM-PC durch).

## Technik
Die Rechner der Serie CBM 500 waren wie die Vorgänger und Nachfolger mit 8-Bit-Mikroprozessoren ausgestattet.
Innerhalb der CBM-500-Serie (CBM-II-Serie) von Commodore war der P 500 ein Modell mit ausgesprochen futuristischem Design. Es stammte von Ira Velinsky, der unter anderem auch den Prototyp des PET 2001 und den Atari Stacy entwarf. Die CBM-500-Serie war ein erfolgloser Versuch, die PET/CBM-Serie zu ersetzen.
Es war geplant, Computer für Private (P) und für Business-Kunden (B) zu bauen. Das P-Modell wurde, wie später auch der C64, mit dem VIC-II-Chip ausgestattet und konnte 16 Farben und bis zu 320 × 200 Pixel darstellen. Die B-Modelle waren auf den Büroalltag ausgelegt und konnten mit ihrem MOS-6545-Chip 25 Zeilen zu je 80 Zeichen darstellen.
Der P 500 war ein Tastaturcomputer für den Betrieb mit einem externen Monitor. Er wurde mit einem MOS 6509-Prozessor mit 1 MHz ausgestattet. Dieser Prozessor war in der Lage, mittels Bankswitching bis zu 16 Bänke zu je 64 KB zu adressieren. Dieser Homecomputer besaß im Gegensatz zu den „B“-Modellen der 600er- und 700er-Serie zwei Joystick-Ports.
Der P 500 ist offiziell nie in den Handel gekommen. Daher existiert, im Gegensatz zu seinen kurz darauf lancierten „Brüdern“ der Serien 600 und 700, außer einer Verkaufsdemo keine Software.
Mit leicht erlernbarer BASIC-Programmiersprache ausgerüstet, waren die Rechner der CBM-Serien bis in die frühen 1990er Jahre von Bedeutung, u. a. zur Steuerung von Laborausrüstungen und Messgeräten, da sie über eine IEEE-488-Schnittstelle verfügten.
Auch heute sind sie noch vereinzelt anzutreffen.

## Modelle
Die Modellnummern wurden je nach Speicherbelegung wie folgt vergeben:
- CBM P500 (auch C128-40 oder P128 oder PET-II) – 128 KB
- CBM B505 - 64 KB
- CBM B510 - 128 KB
- CBM B520 - 256 KB